# Christian Bernhardt (Schriftsteller)

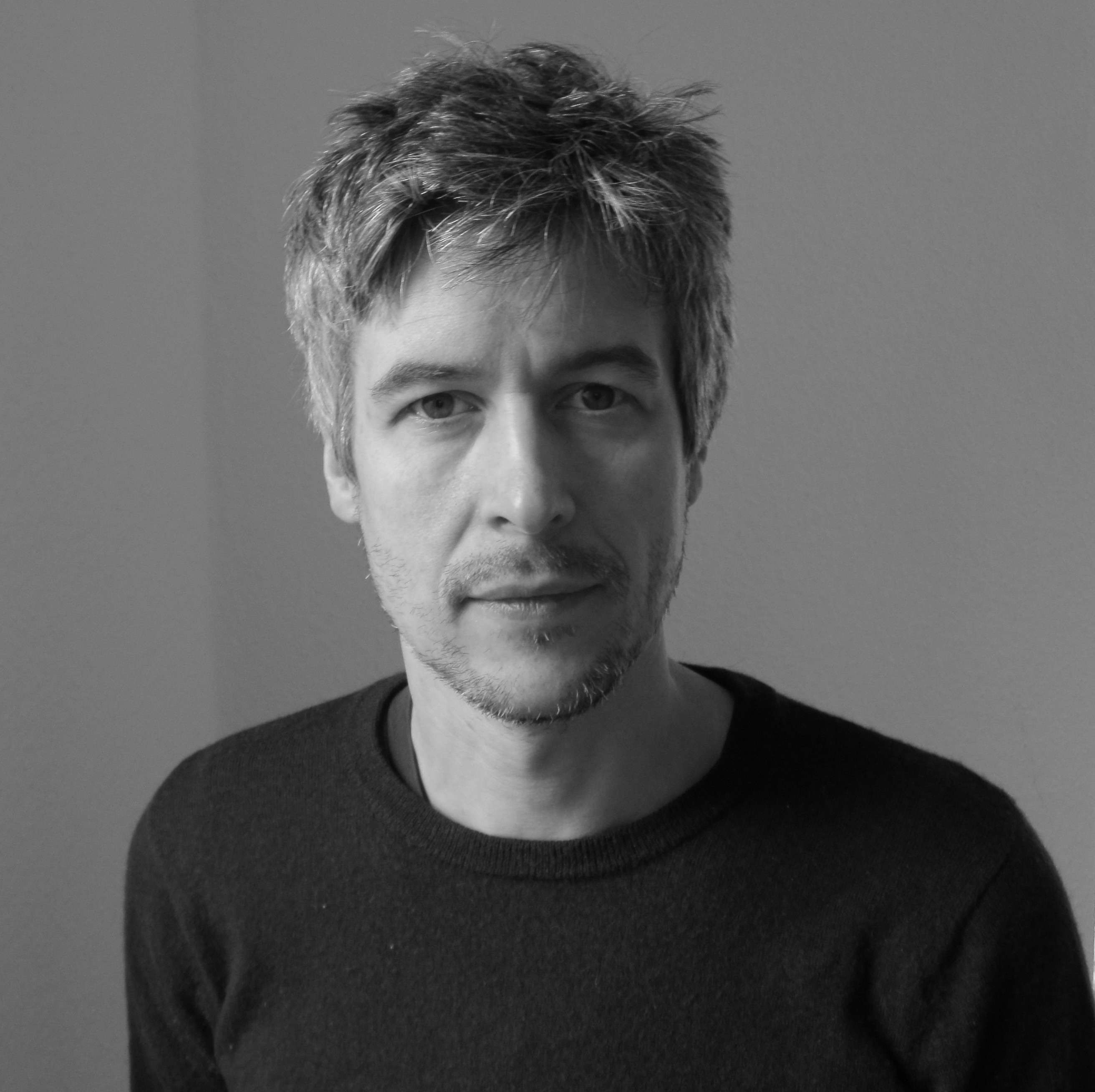
Christian Bernhardt (2010)

Christian Bernhardt (* 22. Januar 1964 in Köln) ist ein deutscher Schriftsteller.

## Leben
Christian Bernhardt studierte Philosophie, Soziologie und Germanistik an der Universität Frankfurt/Main. Seit 1994 lebt er als
freier Schriftsteller in Köln. 2007 nahm er am Ingeborg-Bachmann-Wettbewerb in Klagenfurt teil.
Christian Bernhardt ist Verfasser von Prosatexten und Hörspielen. 2006 erhielt er ein Stipendium der Stiftung Künstlerdorf Schöppingen.

## Werke
- Jana Jana Jana, Hamburg 2017
- Tagelang, München 2004